# Campanula chrysosplenifolia
Campanula chrysosplenifolia är en klockväxtart som beskrevs av Adrien René Franchet. Campanula chrysosplenifolia ingår i släktet blåklockor, och familjen klockväxter. Inga underarter finns listade i Catalogue of Life.